# 戴姓
戴姓是漢姓之一，在百家姓中排名116位，按人口計算排名第96位（2007年數據）。

## 來源
漢族戴姓主要來源有三：子姓宋國宋戴公後裔以謚為姓、子姓（或姬姓？）戴國君民以國為姓、殷朝殷氏宗室（本源上也應該是子姓）改姓戴。
1、出自宋國子姓，為商湯的後裔，以謚為氏。據《元和姓纂》及《古今姓氏書辯證》所載，周初，周公旦在平定「管蔡之亂」後，封商朝末代君主紂之庶兄微子啟（子姓）於商的舊都（今河南商丘南），建立宋國。宋國第11位君主（前799年-前766年），史佚其名，死後被謚為戴公。戴公傳子宋武公司空（前765年-前748年）其子孫遂以謚號「戴」為氏，是為河南戴氏。
2、以國為姓，出自春秋時期的一個諸侯國戴國，據《通志·氏族略》及《左傳》所載，春秋時的戴國，為子姓或姬姓諸侯國，其國位於現今河南民權縣東，一說在河南蘭考縣。隱公十年（前713年）亡於鄭國，一說亡於宋國。國君因身為殷商後裔而封國，戴國國土位置在今天的河南省兰考县民权县一带。戴國被鄭國滅掉後，其國君以及全國子民遂以国为姓，全体姓戴，世代相传。
3、出自殷朝的子姓，據《鼠璞》所載，武王牧野之戰滅亡殷商後，有不少殷宗室遺族以國為氏，稱殷氏，殷氏其後就有改姓戴的。這一支戴氏也是出自河南。

## 延伸阅读
[在维基数据编辑]
 《百家姓》
 《欽定古今圖書集成·明倫彙編·氏族典·戴姓部》，出自陈梦雷《古今圖書集成》